# Isaac Campbell Coffin
Isaac Campbell Coffin (1800 – Blackheath, 1º ottobre 1872) è stato un generale britannico, che durante la sua carriera militare prestò servizio in India nell'British Indian Army, partecipando alla prima guerra anglo-birmana e alla repressione dell'ammutinamento dei Sepoys.

## Biografia
Nacque nel 1801, figlio del capitano della Royal Navy Francis Holmes Coffin e Rebecca Huddlestone. Dopo aver ricevuto una formale istruzione, parte della quale in Francia, entrò nell'esercito della Compagnia britannica delle Indie orientali  il 3 giugno 1818. Arrivò in India il 12 gennaio 1819 e fu assegnato come tenente al 21° Reggimento pionieri di Madras nel 1821. Dal 4 giugno 1824 prestò servizio come aiutante di campo del 12° Reggimento fanteria nativa di Madras e operò in Birmania nel corso della prima guerra anglo-birmana, partecipando all'attacco alle linee nemiche davanti a Rangoon tra il 9 e il 15 dicembre 1824. Fu nominato quartiermastro, interprete e ufficiale pagatore del 12° Reggimento fanteria nativa di Madras, Madras Army, il 27 ottobre 1826; promosso capitano il 26 luglio 1828 e ufficiale pagatore della forza sussidiaria di Nagpore il 30 giugno 1829.  Operò come ufficiale pagatore a Mysore dal 7 gennaio 1834 e fu promosso maggiore il 24 luglio 1840. Promosso tenente colonnello il 15 settembre 1845, con quel grado prestò servizio nel 3° Reggimento fanteria leggera nativa di Madras (63rd Palamcottah Light Infantry) dal 7 ottobre 1845. Divenne colonnello il 20 giugno 1854, e con il grado di brigadiere generale a titolo provvisorio dal 6 novembre 1855 comandò la forza sussidiaria di Hyderabad, incarico che ricoprì anche durante l'ammutinamento dei Sepoys. Fu promosso maggiore generale il 29 maggio 1857 e comandò successivamente una Divisione dell'esercito di Madras dal 28 marzo 1859 al 28 marzo 1864. Insignito della Croce di Cavaliere Commendatore dell'Ordine della Stella d'India nel 1866, fu elevato al rango di tenente generale del British Indian Army il 18 luglio 1869. Si sposò due volte, la prima con una figlia del capitano Harrington, e la seconda Catherine Eliza figlia maggiore del defunto maggiore Shepherd, esercito di Madras. Ebbe diversi figli, e si spense improvvisamente a Blackheath (Londra) il 1° ottobre 1872.

### Annotazioni
1. ↑  Il 24 agosto 1801 fu battezzato nella chiesa di St Mary the Virgin, Dover, Kent

### Fonti
1. 1 2 3 4 5 6  Dod 1872, p. 202.
2. ↑  Findagrave.
3. 1 2 3 4 5 6 7 8 9  Chichester 1887, p. 217-218.